# Revista Uruguay
La Revista Uruguay fue una publicación publicada por ACSUN entre los años 1945 y 1948 con el objetivo de difundir las actividades y pensamientos de la comunidad afrouruguaya.
Entre sus editores estuvieron: Mario Leguizamón Montero e Ignacio Suárez Peña y entre quienes escribieron estaban Pilar Barrios, Ventura Barrios y Ceferino Nieres. Sus páginas contenían obra poética, discusión de temas del momento, anuncios sociales como cumpleaños, casamientos, defunciones. Entre sus páginas, también, se encuentran protestas y denuncias sobre las exclusiones sociales y disparidades que sufrían los afrouruguayos en esa época.